# Hollywood (film, 1923)
Pour les articles homonymes, voir Hollywood (homonymie).
Pour plus de détails, voir Fiche technique et Distribution.
Hollywood est un film muet américain  réalisé par James Cruze, sorti en 1923.
Le film est considéré comme perdu.

## Fiche technique
- Réalisation : James Cruze
- scénario : Frank Condon, Thomas J. Geraghty
- Photographie : Karl Brown
- Costumes : Clare West
- Société de production : Paramount Pictures
- Genre : Comédie
- Durée : 8 bobines[2]
- Dates de sortie :
  - États-Unis : 19 août 1923
  - Royaume-Uni : 26 mai 1924
  - France : 17 octobre 1924

## Distribution
- Hope Drown : Angela Whitaker
- Luke Cosgrave	: Joel Whitaker
- George K. Arthur: Lem Lefferts

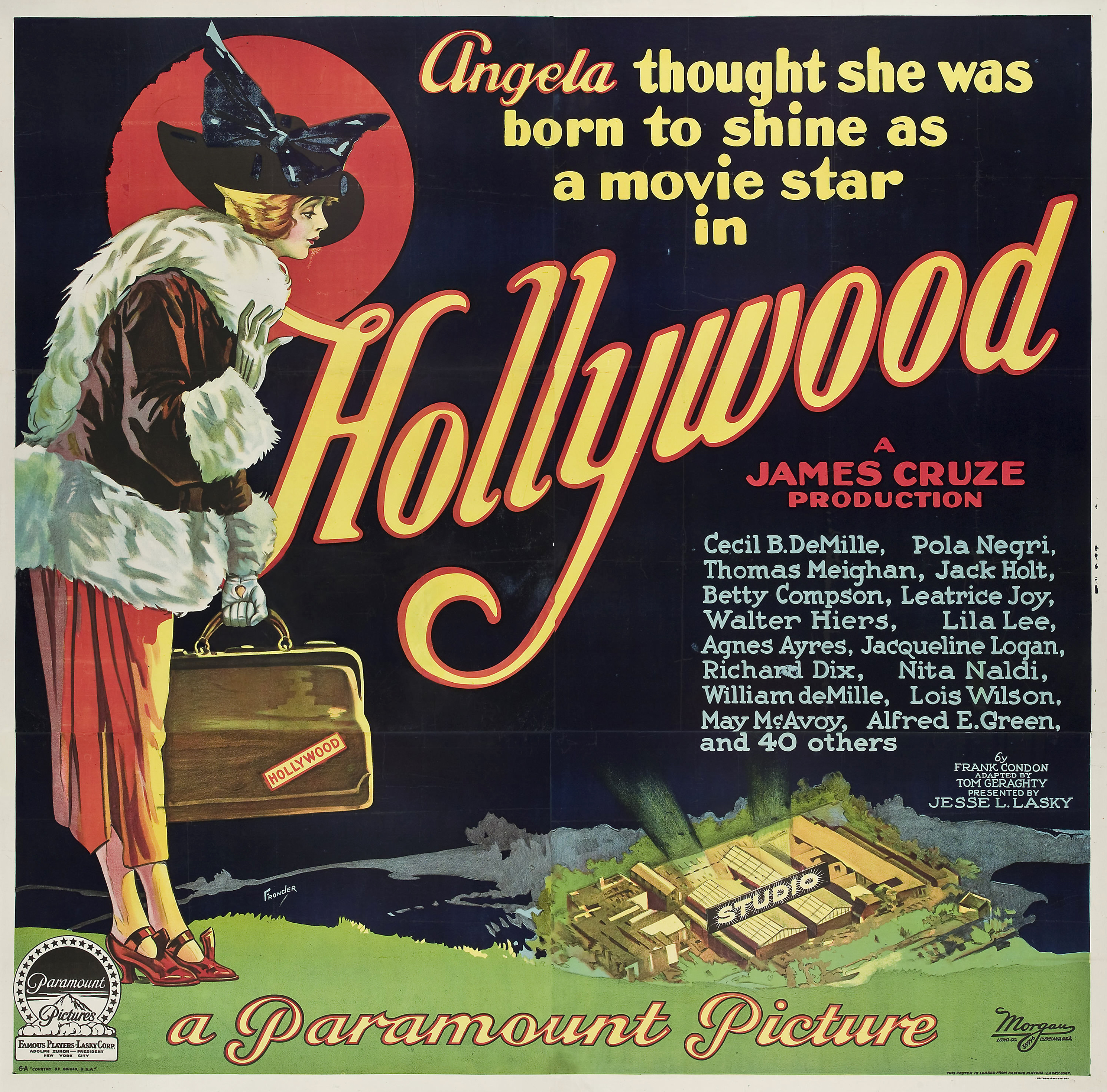
Affiche promotionnelle

- Ruby Lafayette : grandmère Whitaker
- Harris Gordon : Dr. Luke Morrison
- Bess Flowers : Hortense Towers
- Eleanor Lawson : Margaret Whitaker
- King Zany : Horace Pringle

### Liste de cameos
- Roscoe 'Fatty' Arbuckle
- Gertrude Astor
- Mary Astor
- Agnes Ayres
- Baby Peggy
- T. Roy Barnes
- Noah Beery
- William Boyd
- Charles Chaplin
- Edythe Chapman
- Betty Compson
- Ricardo Cortez
- Bebe Daniels
- Cecil B. DeMille
- William C. deMille
- Charles de Rochefort
- Douglas Fairbanks Sr.
- James Finlayson
- Sid Grauman
- Alan Hale Sr.
- Hope Hampton (en)
- William S. Hart
- Jack Holt
- Leatrice Joy
- J. Warren Kerrigan
- Lila Lee
- Jacqueline Logan
- Jeanie Macpherson
- May McAvoy
- Robert McKim
- Thomas Meighan
- Bull Montana
- Owen Moore
- Nita Naldi
- Pola Negri
- Anna Q. Nilsson
- Charles Ogle
- Guy Oliver
- Jack Pickford
- Mary Pickford
- ZaSu Pitts
- Wallace Reid
- Charles Reisner
- Fritzi Ridgeway
- Dean Riesner
- Will Rogers
- Ford Sterling
- Anita Stewart
- Gloria Swanson
- Estelle Taylor
- Ben Turpin
- Bryant Washburn
- Larry Wheat (en)
- Lois Wilson